# Stade Departamental Libertad
Le stade départamental Libertad est un stade multifonction situé à San Juan de Pasto, en Colombie. Il est actuellement utilisé principalement pour des matchs de football.
L'Asociación Deportivo Pasto y joue ses matchs à domicile. Il a une capacité de 25 000 places et fut construit en 1954.